# Modelo de artistas

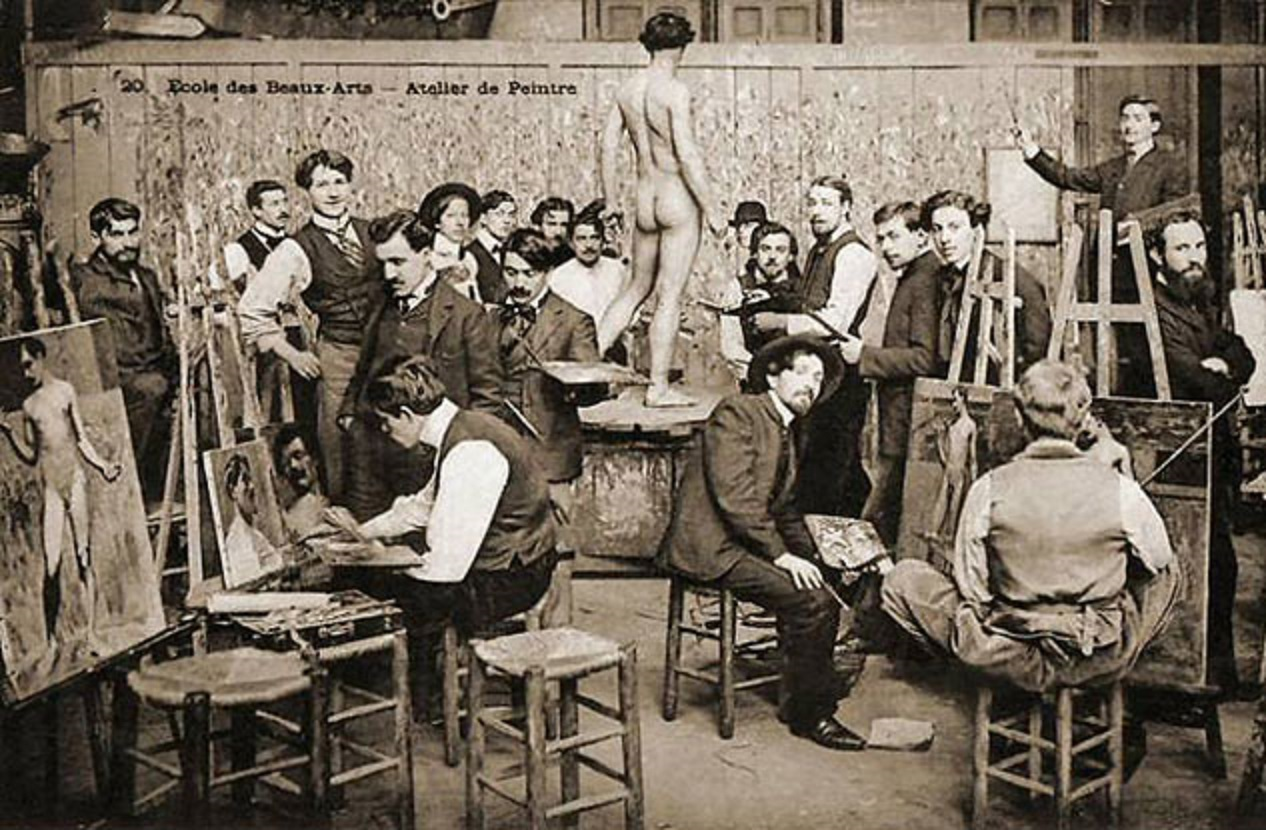
Fotografía de finales del donde se muestra a un modelo masculino rodeado de estudiantes de pintura.

Un modelo es una persona u objeto (naturaleza muerta) que copia un artista plástico (pintor, escultor, fotógrafo, etcétera), para lo que posa vestida, semidesnuda o desnuda, ocasionalmente o como medio de vida.

## Grecia Antigua
En la Grecia Antigua, la mayor parte de los atletas competían totalmente desnudos como una manera de mostrar sus excelentes condiciones físicas.
En Esparta, también las mujeres luchaban desnudas, habiendo muchas deportistas que se lamentaban de no poder participar en los Juegos Olímpicos con los hombres.

Eliminando, por otra parte, el regalo, el estarse a la sombra y toda delicadeza femenil, (Licurgo) acostumbró a las doncellas a presentarse desnudas igualmente que los mancebos en sus reuniones, y a bailar así y cantar en ciertos sacrificios en presencia y a la vista de éstos. En ocasiones, usando ellas también de chanzas, los reprendían útilmente si en algo habían errado; y a las veces también, dirigiendo con cantares al efecto dispuestos alabanzas a los que las merecían, engendraban en los jóvenes una ambición y emulación laudables: porque el que había sido celebrado de valiente, viéndose señalado entre las doncellas, se engreía con los elogios; y las reprensiones, envueltas en el juego y la chanza, no eran de menos fuerza que los más estudiados documentos, mayormente porque a estos actos concurrían con los demás padres de familia los reyes y los ancianos. Y en esta desnudez de las doncellas nada había de deshonesto, porque la acompañaba el pudor y estaba lejos toda lascivia, y lo que producía era una costumbre sin inconveniente, y el deseo de tener buen cuerpo; […]

Plutarco, Vidas paralelas (Vida de Licurgo), 14.

Las hetairas utilizaban ropa transparente, generalmente de color azafranado. 
Salvo estas dos últimas excepciones, las mujeres griegas utilizaban habitualmente una túnica larga y, sobre ella, el himatión o peplo. Cuando no lo llevaban, se cubrían la cabeza con un velo llamado calyptra, que caía desde ella.
Según Ateneo de Náucratis, Friné (modelo de Praxíteles) se tapaba con una túnica que le cubría todo el cuerpo y no iba nunca a los baños públicos, por lo que no era fácil contemplarla desnuda.

## Del Renacimiento alsigloXX
Ya en siglos posteriores, cabe destacar la existencia de otros célebres modelos como Margherita Luti, Josefa Tudó, Victorine Meurent, las hermanas Rose, Hetty y Lily Pettigrew, la también británica Ethel Warwick, el fotógrafo italiano Vincenzo Galdi (1871-1961) o, más modernamente, las llamadas «chicas pin-up».

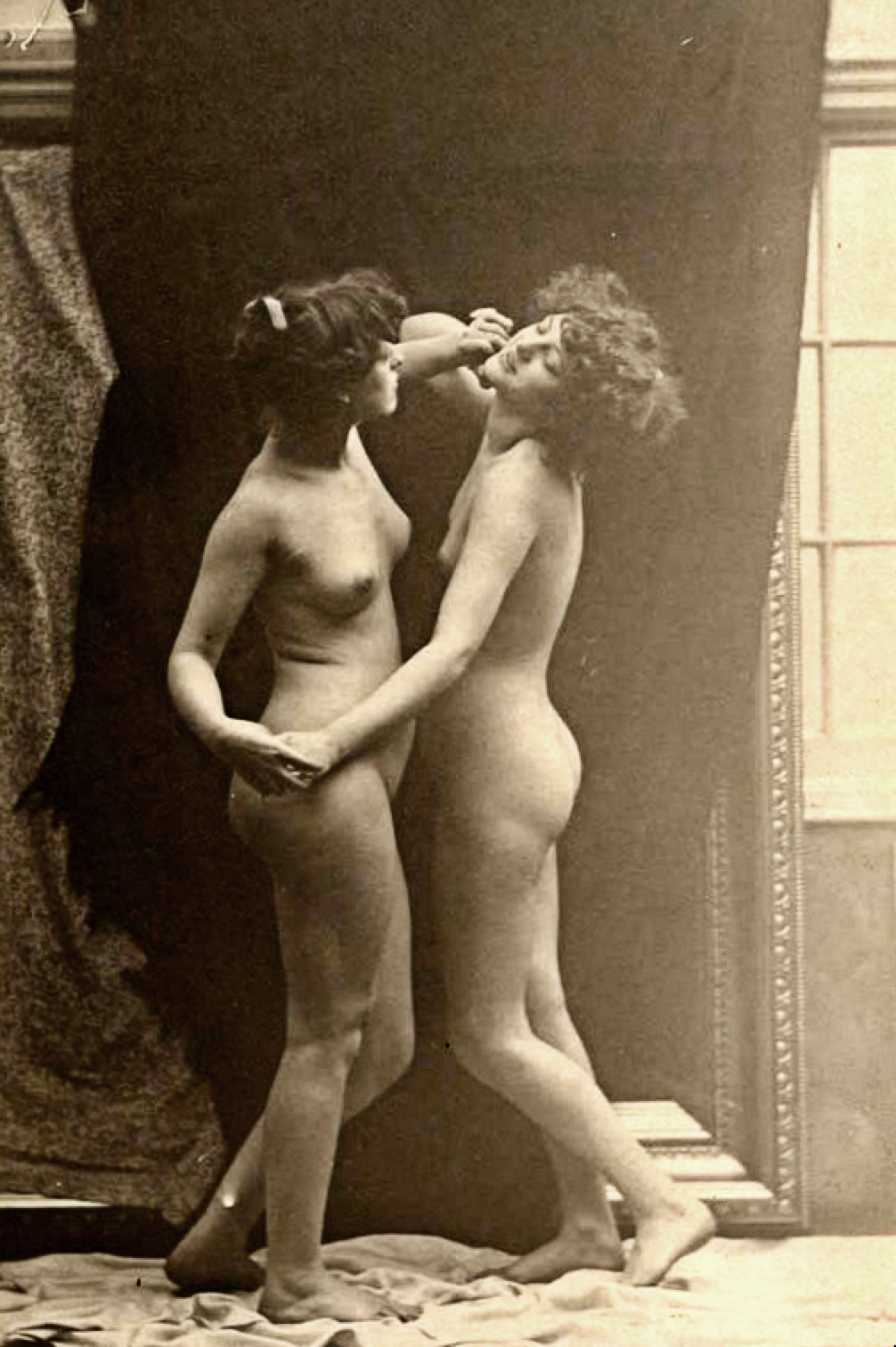
Edward Linley Sambourne. Hetty (izda.) y Lily Pettigrew en el estudio de Whistler. 1891.
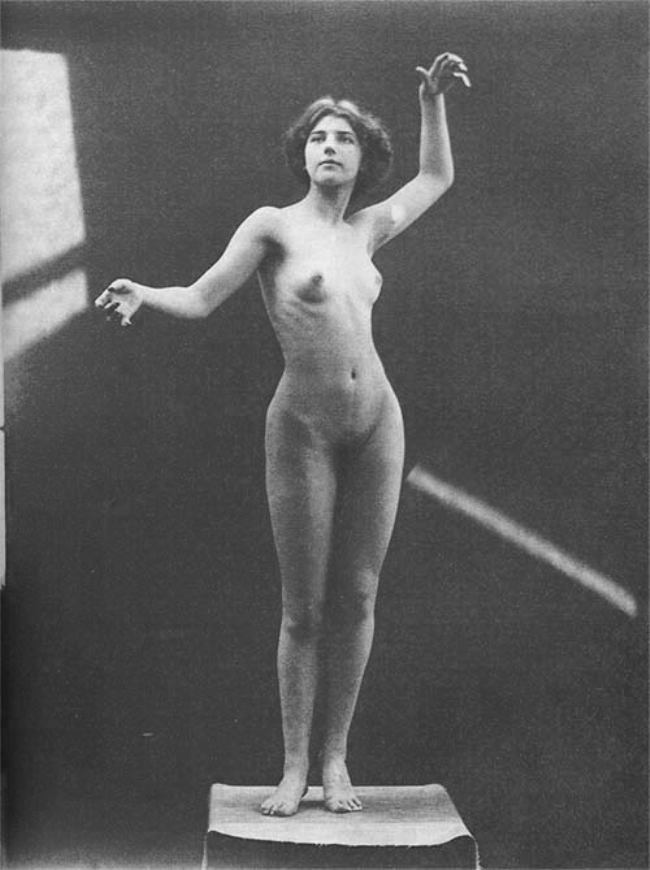
Edward Linley Sambourne. Ethel Warwick hacia 1900.
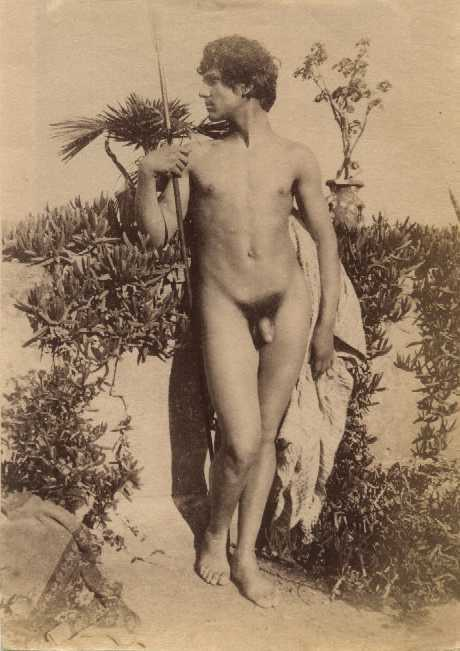
Wilhelm Plüschow. Vincenzo Galdi hacia 1890.
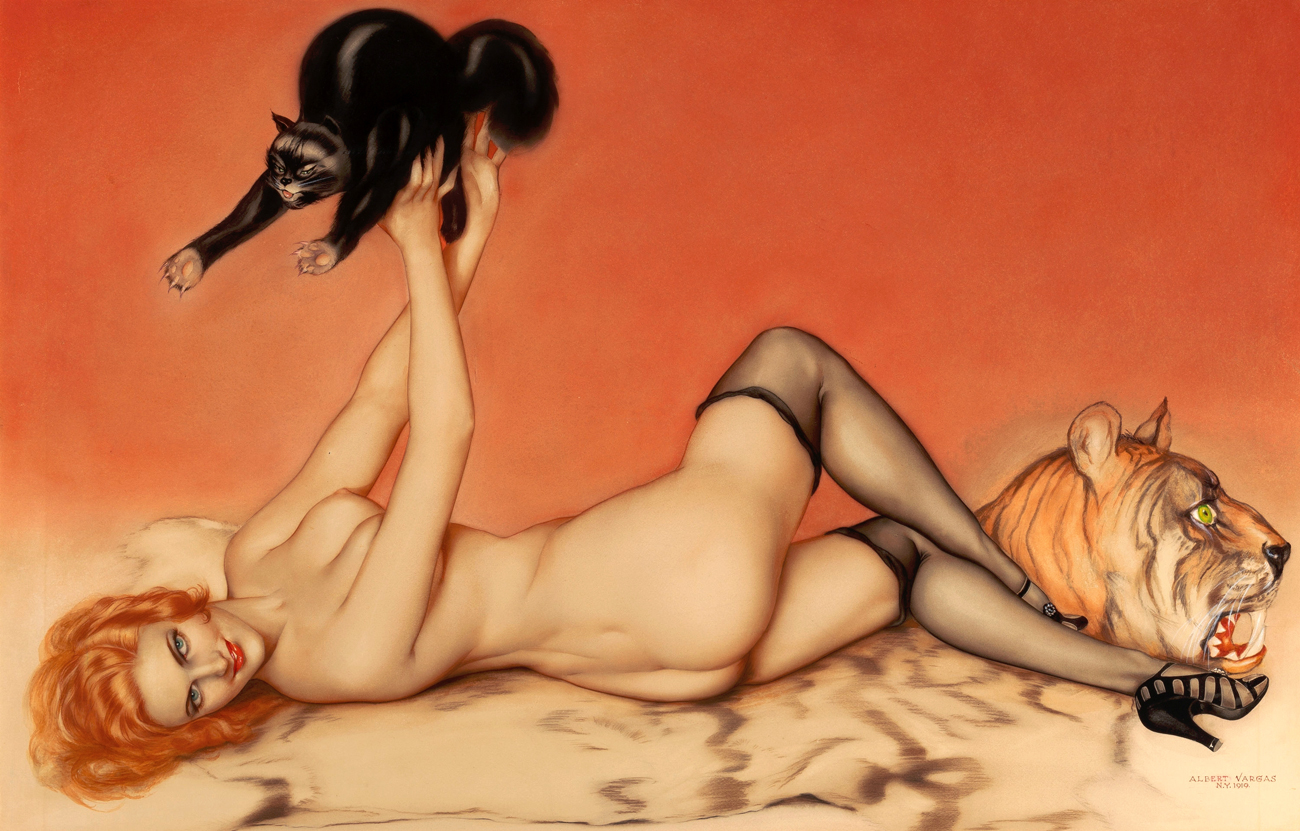
Alberto Vargas. Feline Entre-Act. 1919.
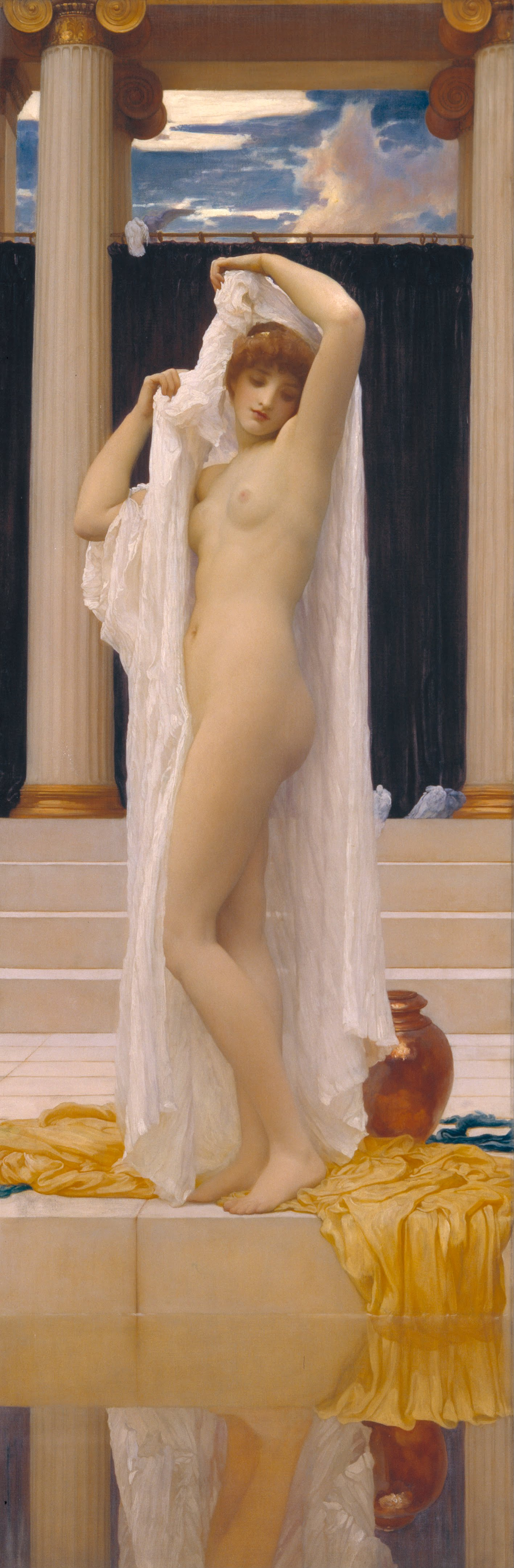
Frederic Leighton. Dorothy Dene en El baño de Psique (1889).

En cuanto a la modelo de la Venus de Urbino de Tiziano (1538), algunos autores creen que se trata de Eleonora Gonzaga, duquesa de Urbino y madre de Guidobaldo II della Rovere, comitente de la obra; pero, pese a un cierto parecido entre ellas, hay notorias diferencias de edad entre ambas, pareciendo además poco probable que una respetable dama de la nobleza hubiese aceptado posar sin ropa o autorizado el uso de su rostro para un desnudo. Lo más probable, pues,  es que fuese la misma de otras dos obras del pintor: Retrato de muchacha con pelliza (c. 1535) y La bella (c. 1536), con lo que todo apunta a una joven que vivía en el Biri Grandi veneciano, cerca de su casa.

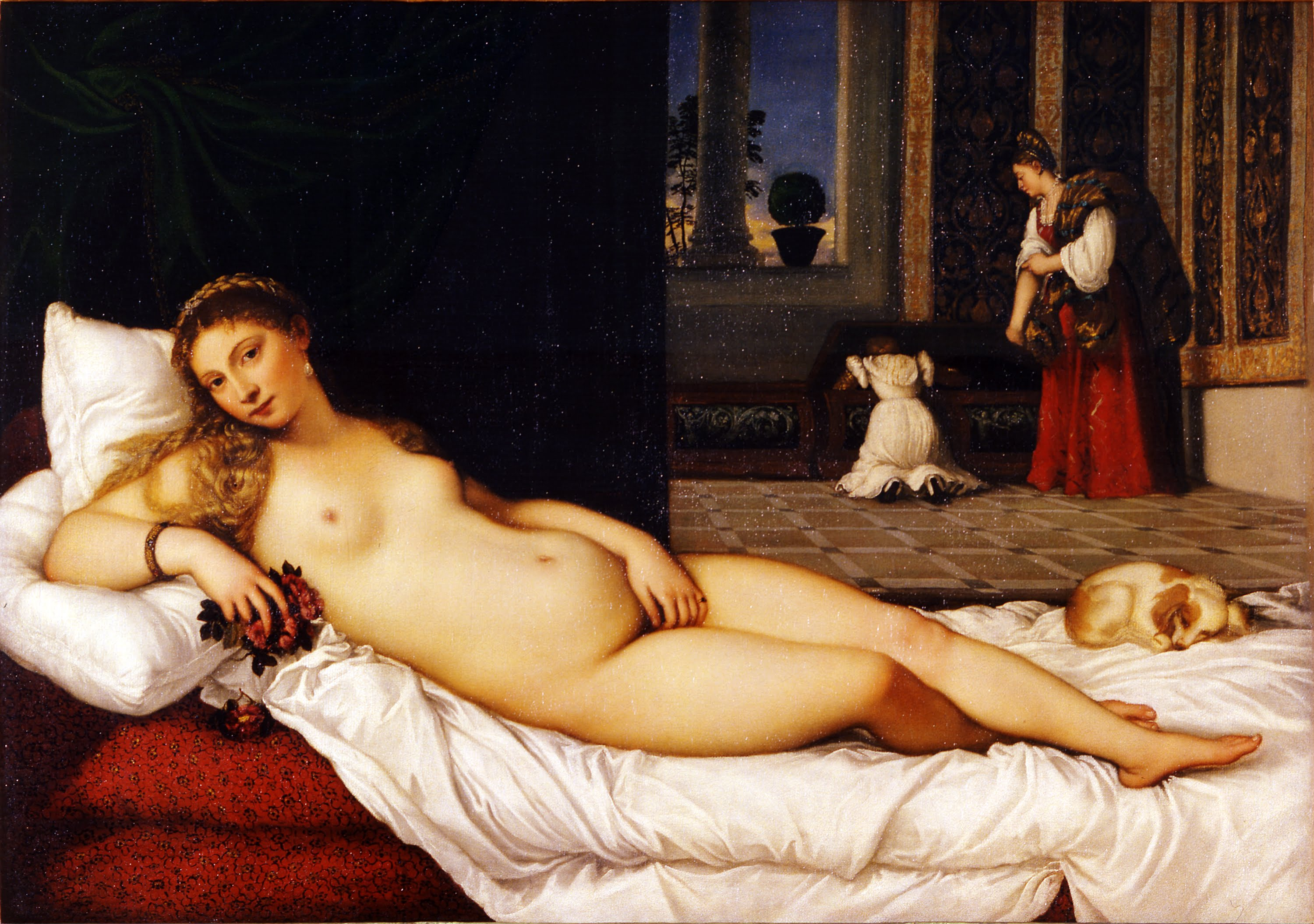
Tiziano. Venus de Urbino. 1538.
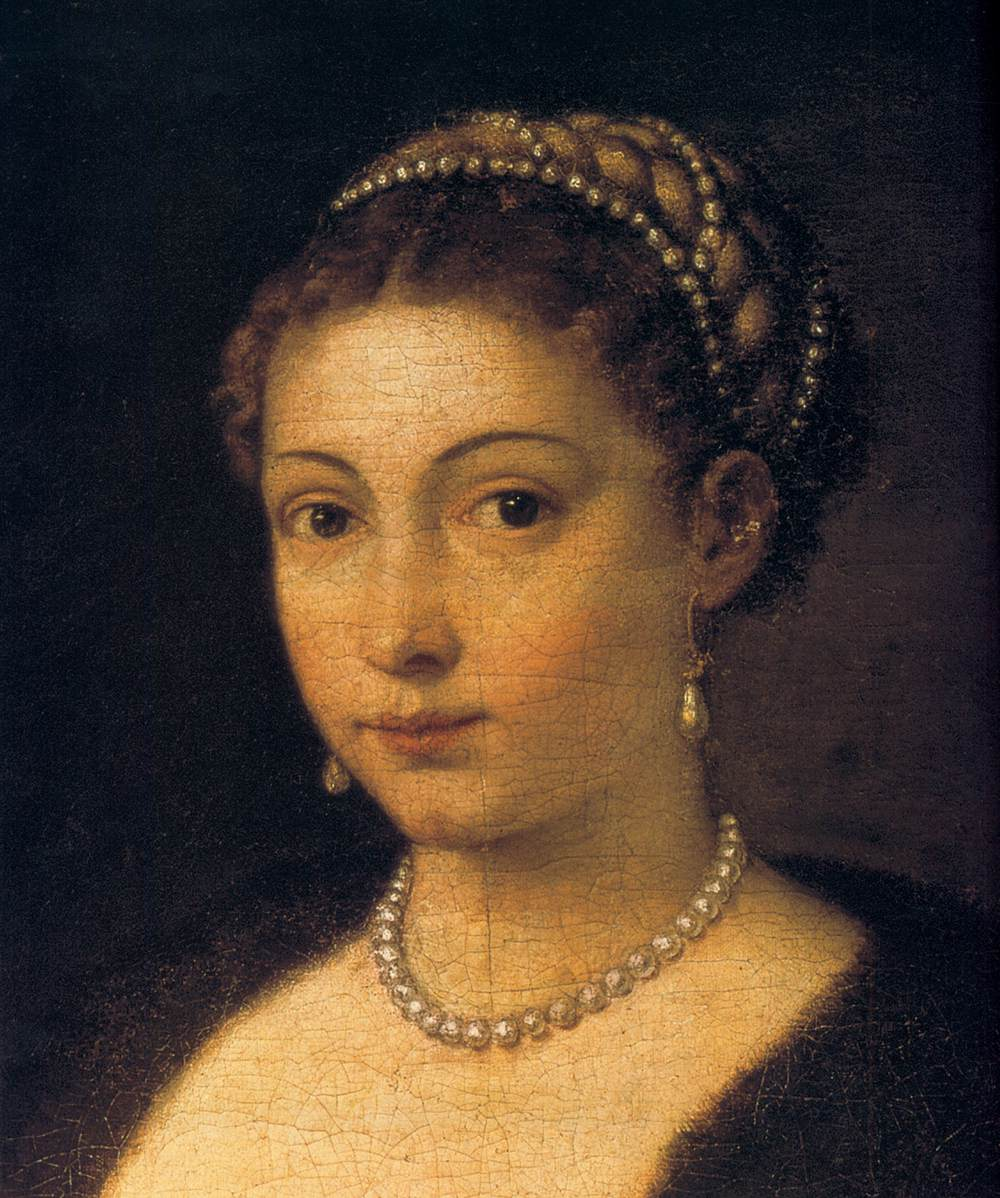
Tiziano. Retrato de muchacha con pelliza. c. 1535.